# Gan-Shin
Gan-Shin (яп. 岩神, Rock Spirit) — европейский рок (J-Rock) лейбл специализирующийся на выпуске музыки японских рок-групп в Европе. Компанию основал Дэвиль Шобер в 2004 году. Лейбл работает в Германии, Франции и Великобритании, эксклюзивно записывает группы из Японии.

## История
Лейбл Gan-Shin основал европейский промоутер — Дэвиль Шобер. Шобер заинтересовался одной из японских групп, о которой ранее ничего не слышал, это была группа D'espairsRay. Шобер посетил концерты ещё нескольких японских групп и вдохновлённый их нестандартной внешностью и звучанием решил основать свой новый лейбл Gan-Shin.

## Группы
- 12012
- An Cafe
- The Back Horn
- Balzac
- BIS
- Crossfaith
- D'espairsRay
- Gackt
- Gagaaling
- Girugämesh
- Hyde
- Kaen[1]
- Kagerou
- Kizu
- L'Arc-en-Ciel
- Madmans Esprit
- Nightmare
- Onmyo-Za
- Rentrer en Soi
- SID
- The Studs[2]

### Бывшие группы
- D
- Dir en grey
- Moi dix Mois
- Mucc